# Mariana Crioula
Mariana Crioula (1744, Brasil - Morte não datada) foi uma mulher negra escravizada durante o século XVIII, que se tornou símbolo da resistência negra à escravidão no Brasil.

## História
Mariana Crioula foi costureira e mucama de Francisca Elisa Xavier, esposa do capitão-mor Manuel Francisco Xavier, descrita como sendo uma "preta de estimação", ou seja, uma das escravizadas mais dóceis e confiáveis de sua patroa. 
Apesar de ser casada com o escravo José, que também trabalhava na lavoura da família, Mariana Crioula vivia e dormia na casa-grande, indicativo de que possuía privilégios concedidos por seus senhores. 
Escravizada, ela foi uma das líderes da última grande insurgência do Império que ajudou a libertar cerca de 400 outros escravizados na região do Vale do Café, no Rio de Janeiro, em 1838. Esta revolta foi liderada por Mariana Crioula, ao lado de Manuel Congo, ambos nomeados pelos escravos da fazenda como rei e rainha. Nessa época, ela tinha cerca de 30 anos de idade.
A revolta foi bem-sucedida, com a fuga de 300 escravos, que foram reunidos para participar da rebelião. No entanto, a Guarda Nacional foi acionada e havia um contingente de 160 homens conduzidos pelo Coronel Luiz Alves de Lima e Silva, que capturaram Mariana junto com outros 15 fugitivos, levando-os a julgamento. Mariana e todas as demais escravas capturadas foram absolvidas.

## Homenagens
- 2021 - inauguração da Sala de Exposições "Marianna Crioula", na cidade de Vassouras/RJ.[1]
- 2020 - foi uma das pessoas descritas na segunda edição do livro Heroínas negras brasileiras em 15 cordéis, da escritora Jarid Arraes, junto com Antonieta de Barros, Aqualtune, Carolina Maria de Jesus, Dandara, Esperança Garcia, Eva Maria do Bonsucesso, Laudelina de Campos, Luisa Mahin, Maria Felipa, Maria Firmina, Na Agontimé, Tereza de Benguela, Tia Ciata e Zacimba Gaba.[4][5]